# Aunese Curreen
Aunese Curreen (Motootua, Upolu, 23 december 1981) is een Samoaans atleet, die gespecialiseerd is in de middellange afstand. Hij nam deel aan verschillende internationale wedstrijden, maar kwam nooit verder dan de kwalificatieronde.

## Loopbaan
Zijn internationale doorbraak maakte Curreen in 2000. Toen nam hij deel aan de wereldkampioenschappen voor U20-junioren in de Chileense stad Santiago op de 800 m en de 1500 m. Op beide afstanden sneuvelde hij in de voorrondes. Ook op de Gemenebestspelen 2006 in Melbourne kwam hij bij deze afstanden niet verder dan de voorrondes. Op de wereldkampioenschappen atletiek 2007 in Osaka werd hij met 1.47,72 op de 800 m alweer in de voorrondes uitgeschakeld.
Op de Olympische Spelen van 2008 in in Peking maakte Aunese Curreen deel uit van de zeskoppige afvaardiging van Samoa. Hij kwam hij uit op de 800 m en finishte in de voorrondes in een tijd van 1.47,45, wat een nationaal record is voor Samoa. Deze snelle tijd was desondanks niet voldoende voor kwalificatie voor de volgende ronde. Ook de andere olympisch sporters van Samoa behaalden geen medailles, waardoor dit land gedurende zeven olympische deelnames medailleloos bleef.
Curreen is aangesloten bij North Harbour Bays Athletics in Nieuw-Zeeland.

## Persoonlijke records
| Onderdeel   | Prestatie | Datum            | Plaats    |
| ----------- | --------- | ---------------- | --------- |
| 400 m       | 49,52 s   | 23 juni 2008     | Saipan    |
| 800 m       | 1.47,45   | 20 augustus 2008 | Peking    |
| 1500 m      | 3.50,24   | 30 maart 2008    | Auckland  |
| 1 Eng. mijl | 3.59,91   | 16 februari 2008 | Whanganui |
| 5000 m      | 15.42,62  | 6 september 2007 | Apia      |